# HD 7449 b
HD 7449 b est une exoplanète orbitant autour de l'étoile HD 7449, elle a été découverte en 2011.